# Setúbal
Setúbal er en by i det vestlige Portugal, med et indbyggertal på 123.496 (2021). Byen ligger i regionen Lissabon, ved bredden af floden Sado, og tæt ved kysten til Atlanterhavet.